# حاجي أباد رضوة (قهاب صرصر)
حاجي أباد رضوة (بالفارسية: حاجی‌آباد رضوه) هي مستوطنة تقع في إيران في قسم قهاب صرصر الريفي. يقدر عدد سكانها بـ 25 نسمة .